# РВДМ47
«РВД Моленбек» — бельгийский футбольный клуб из города Моленбек-Сен-Жан (Брюссельский столичный регион), основанный в 1951 году в Веттерене под названием «Стандард». С 2015 выступает как «РВД Моленбек» и юридически не связан с бывшим клубом, выступавшим под этим же названием. В 2019 году владельцем клуба стал американский бизнесмен Джон Текстер, также владеющий долями в клубах «Кристал Пэлас», «Ботафого» и «Олимпик Лион».

## История
Клуб был основан в 1951 году под названием «Стандард Веттерен». В 2015 году клуб прекратил своё существование, объединившись с другим клубом, и продав свой матрикул людям, которые хотели возродить клуб, выступавший под матрикулом 47, под названием «Моленбек», который был расформирован в 2002 году из-за финансовых проблем. Таким образом был основан новый клуб под названием «РВДМ 47». Команда постепенно развивалась и прогрессировала. И уже через 5 лет со дня своего основания клуб выступал во втором по силе дивизионе Бельгии. И если первый сезон, «Моленбек» провёл неудачно, заняв шестое место из восьми, то в следующем сезоне, клуб боролся за повышение в классе, заняв второе место, которое позволяет сыграть в переходных матчах с клубом, занявшим 17-е место в Про-Лиге. Однако клуб потерпел неудачу, уступив клубу «Серен» с общим счётом 0:1. Тем не менее команде удаётся достичь цели уже в следующем сезоне. В упорной борьбе с клубом «Васланд-Беверен», длившейся на протяжении всего сезона, 13 мая, после победы над «RSCA Futures» (молодёжная команда «Андерлехта»), «РВДМ 47» стал победителем второго бельгийского дивизиона, и в сезоне 2023/24 выступил в высшем дивизионе.

## Достижения клуба
- Челленджер Про-лига
  - Чемпион (1): 2022/23